# Uwe Szangolies
Uwe Szangolies (* 10. August 1962 in Neubrandenburg) ist ein ehemaliger deutscher Fußballspieler. Er spielte in der DDR-Oberliga für Stahl Eisenhüttenstadt und den FC Berlin sowie später in der 2. Bundesliga für den FC Carl Zeiss Jena.

## Sportliche Laufbahn

### Karrierestart in Neubrandenburg und Ost-Berlin
Szangolies spielte in den Nachwuchsmannschaften der Betriebssportgemeinschaft (BSG) Post Neubrandenburg und war im Männerbereich zunächst in der 2. Mannschaft, die in der drittklassigen Bezirksliga antrat, aktiv. Anfang der 1980er-Jahre leistete der gelernte Schlosser seinen Wehrdienst bei der NVA ab und spielte dabei unter anderem mit der 1. Mannschaft der Armeesportgemeinschaft Vorwärts Neubrandenburg in der zweitklassigen DDR-Liga.
Ab Saisonbeginn 1984/85 spielte er wieder für die BSG Post Neubrandenburg und wurde dort ebenfalls in der DDR-Liga eingesetzt. Nach 25 Punktspieleinsätzen mit fünf Torerfolgen wechselte der 1,90 Meter große Szangolies zur Saison 1985/86 zum Ligakonkurrenten BSG Rotation Berlin. Dort erzielte er in dieser Spielzeit zwar sechs Tore, bestritt aber nur acht Partien. In der Spielzeit 1986/87 spielte Szangolies zunächst bei der BSG Chemie Velten in der Potsdamer Bezirksliga, kehrte dann aber zum Rückrundenauftakt wieder zur BSG Rotation in die DDR-Liga zurück und absolvierte bis zum Saisonende noch 16 Punktspiele, in denen er drei Tore erzielen konnte.
In der Saison 1987/88 schaffte Szangolies bei Rotation endgültig den Durchbruch zum Stammspieler. Er bestritt alle 34 Punktspiele und wurde mit zehn Toren treffsicherster Spieler der Berliner. Auch 1988/89 fehlte er in keinem Punktspiel, wurde von Trainer Dieter Fuchs nun aber im defensiven Bereich eingesetzt und kam nur noch auf sechs Tore. Nach 92 DDR-Ligaspielen und 25 Torerfolgen schied Szangolies im Sommer 1989 bei Rotation Berlin aus.

### Sprung in die DDR-Oberliga
Im Juli 1989 schloss sich Szangolies dem Oberligaaufsteiger BSG Stahl Eisenhüttenstadt an. Trainer Günter Reinke setzte ihn vom ersten Spieltag an als Libero ein, und Szangolies besetzte diese Position in allen 26 Punktspielen. Nach weiteren sechs Spielen in der Oberligasaison 1990/91 wechselte Szangolies im Oktober 1990 zum Oberligisten FC Berlin, dem früheren BFC Dynamo, und war dort vom 9. Spieltag an bis zum Saisonende Libero. Es war infolge der deutschen Wiedervereinigung die letzte Spielzeit der DDR-Oberliga, in der sich die Vereine für eine der drei höchsten Spielklassen des Deutschen Fußball-Bundes qualifizieren konnten.
Da sich der FC Berlin nur für die drittklassige NOFV-Amateur-Oberliga qualifizierte, verließ Szangolies nach nur neun Monaten den Berliner Klub. In seinen beiden Oberligaspielzeiten war er auf 50 Punktspieleinsätze gekommen und hatte sowohl für Eisenhüttenstadt als auch für den FC Berlin jeweils ein Tor erzielt.

### 2. Bundesliga in Jena
Ab der Saison 1991/92 spielte Szangolies für den ehemaligen DDR-Oberligisten FC Carl Zeiss Jena in der 2. Bundesliga. In seiner ersten Jenaer Saison bestritt er 21 der 32 Punktspiele bei einem Torerfolg. In den 13 Spielen, bei denen er von Beginn an aufgeboten wurde, spielte er wieder Libero. 1992/93 war er vollwertiger Stammspieler und absolvierte als Libero 40 der 46 Spiele in der 2. Bundesliga.
1993/94 spielte der FC Carl Zeiss mit Szangolies seine dritte Zweitligasaison. Sie ging in diesem Spieljahr über 38 Runden, und Libero Szangolies war in 29 Partien dabei. Nach dieser Saison stand Jena als Absteiger fest, Szangolies beendete seine Profikarriere nach 99 Pflichtspielen und sieben Punktspieltoren und schloss sich dem Thüringer Verbandsligisten SV Funkwerk Kölleda an. Als dieser 1998 in finanzielle Schwierigkeiten geriet, beendete Szangolies seine Fußballerlaufbahn endgültig.